# Райль, Юрген
Юрген «Вентор» Райль (нем. Jürgen "Ventor" Reil; род. 26 июня 1966 в Германии) — немецкий музыкант, сооснователь и многолетний барабанщик трэш-метал-группы Kreator. В 1982 году в Эссене Юрген вместе с Милле Петроццей и Роберто Фиоретти вошёл в оригинальный состав группы Tormentor, позже переименованной в Kreator. Райль оставил коллектив в 1994 году, вернувшись спустя год. Ранние студийные работы группы примечательны сочетанием вокальных партий Юргена и Милле.

## Карьера
Райль играет в стиле двойной бас-бочки, распространенной в трэш- и дэт-метале. 
В 1999 году он сотрудничал с Ninnghizhidda, а до этого с Destruction и Sodom. 
Пел основным вокалом на альбоме Endless Pain наряду с Милле Петроццей, а также исполнил несколько песен на Pleasure to Kill и одну на Terrible Certainty. Одна из них: «Riot of Violence», на концертах исполнялась только им, что являлось неотъемлемой частью шоу Kreator до 2002 года. Позже эта песня была удалена из концертного сет-листа группы.
Юрген большой поклонник тату-искусства и владеет собственной тату-студией в Эссене Карнап (Kreativ-Tattoo), в которой активно работает татуировщиком. Райль предпочитает барабаны Tama и тарелки Meinl. 

## Дискография
- Endless Pain (1985)
- Pleasure to Kill (1986)
- Terrible Certainty (1987)
- Extreme Aggression (1989)
- Coma of Souls (1990)
- Renewal (1992)
- Outcast (1997)
- Endorama (1999)
- Violent Revolution (2001)
- Enemy of God (2005)
- Hordes of Chaos (2009)
- Phantom Antichrist (2012)
- Gods of Violence (2017)
- Hate Über Alles (2022)